# Gregorios Saliba Shemoun
Gregorios Saliba Shemoun (ur. 14 września 1932) – duchowny Syryjskiego Kościoła Ortodoksyjnego, w latach 1969-2011 arcybiskup Mosulu, od 2011 doradca Patriarchy Antiocheńskiego. 

## Życiorys
Sakrę otrzymał 3 sierpnia 1969 i objął rządy w archidiecezji Mosulu. W 2011 roku przeszedł na emeryturę. Od tego czasu pełni funkcję doradcy patriarszego.